# Lakmus
Lakmus (Litmus) je u vodi rastvorna smeša različitih boja ekstrahovanih iz lišaja, a posebno iz vrste Roccella tinctoria. On se često koristi na filter papirnoj osnovi, što je jedna od najstarijih formi  indikatora (sredstva za testiranje kiselosti materijala). Plavi lakmus se pretvara u crveni pod kiselim uslovima i crveni lakmus papir prelazi u plavi pod baznim (i.e. alkalnim) uslovima. Do promene boje dolazi u pH opsegu 4.5-8.3 na 25 °. Neutralni lakmus papir je ljubičast. Lakmus se takođe može pripremiti kao vodeni rastvor koji funkcioniše na sličan način. Pod kiselim uslovima je crven, i pod baznim rastvor je plav.
Lakmusna smeša (CAS broj 1393-92-6) se sastoji od 10 do 15 različitih boja. Većina hemijskih komponenata lakmusa je slična sa komponentama srodne smeše poznate kao orcein. Oni se prvenstveno razlikuju u proporcijama komponenti. Za razliku od orceina, glavni sastojak lakmusa ima prosečnu molekulsku masu od 330. Kiselo-bazna indikatorska svojstva lakmusa potiču od 7-hidroksifenoksazonskog hromofora. Neke frakcije lakmusa imaju specifična imena, među kojima su eritrolitmin (ili eritrolein), azolitmin, spaniolitmin, leukurcein i leukazolitmin. Azolitmin ima skoro isti efekat kao i lakmus.

## Upotreba
Glavna upotreba lakmusa je testiranje kiselosti rastvora. Mokri lakmus papir se isto tako može koristiti za testiranje u vodi rastvornih gasova. Gas se rastvori u vodi i nastali rastvor menja boju lakmus papira. Na primer amonijak, koji je alkalan, boji crveni lakmus u plavo.